# Bong bóng thị trường chứng khoán
Bong bóng thị trường chứng khoán là một loại bong bóng kinh tế diễn ra trong thị trường chứng khoán khi những người tham gia thị trường đẩy giá cổ phiếu lên trên giá trị của họ so với một số hệ thống định giá cổ phiếu.
Lý thuyết tài chính hành vi quy các bong bóng thị trường chứng khoán cho những thành kiến nhận thức dẫn đến hành vi của nhóm và bầy đàn. Bong bóng xảy ra không chỉ ở các thị trường trong thế giới thực, với sự không chắc chắn và tiếng ồn vốn có của chúng, mà còn ở các thị trường thử nghiệm rất dễ đoán. Trong phòng thí nghiệm, tính không chắc chắn được loại bỏ và tính toán lợi nhuận dự kiến sẽ là một bài tập toán học đơn giản, bởi vì những người tham gia được ban cho các tài sản được xác định là có tuổi thọ hữu hạn và phân phối xác suất cổ tức đã biết. Các giải thích lý thuyết khác về bong bóng thị trường chứng khoán đã cho rằng chúng hợp lý, nội tại, và dễ lây lan.

## Lịch sử
Trong lịch sử, bong bóng và sự cố thị trường chứng khoán sớm có nguồn gốc từ các hoạt động tài chính của Cộng hòa Hà Lan thế kỷ 17, nơi sinh của thị trường chứng khoán và thị trường chính thức (chính thức) đầu tiên trong lịch sử. Hội chứng hoa tulip Hà Lan, vào những năm 1630, thường được coi là bong bóng đầu cơ được ghi nhận đầu tiên trên thế giới (hay bong bóng kinh tế).

## Ví dụ
Hai bong bóng thị trường chứng khoán sớm nổi tiếng là Đề án Mississippi ở Pháp và bong bóng Biển Nam ở Anh. Cả hai bong bóng đã kết thúc đột ngột vào năm 1720, làm hàng ngàn nhà đầu tư không may phá sản. Những câu chuyện đó, và nhiều câu chuyện khác, được kể lại trong tác phẩm nổi tiếng năm 1841 của Charles Mackay, "Extraordinary Popular Delusions and the Madness of Crowds".

Chỉ số NASDAQ Composite tăng vọt vào cuối những năm 90 và sau đó giảm mạnh do bong bóng dot-com.

Nikkei 225.

Hai bong bóng nổi tiếng nhất của thế kỷ XX, bong bóng chứng khoán Mỹ vào những năm 1920 ngay trước Cuộc sụp đổ phố Wall năm 1929 và Đại suy thoái sau đó, và bong bóng dot-com cuối những năm 1990, dựa trên hoạt động đầu cơ xung quanh phát triển công nghệ mới. Những năm 1920 đã chứng kiến sự ra đời rộng rãi của một loạt các cải tiến công nghệ đáng kinh ngạc bao gồm radio, ô tô, hàng không và triển khai lưới điện. Những năm 1990 là thập kỷ khi Internet và công nghệ thương mại điện tử xuất hiện.
Các bong bóng thị trường chứng khoán khác đáng chú ý bao gồm Encilhamento xảy ra ở Brazil vào cuối những năm 1880 và đầu những năm 1890, chứng khoán Nifty Fifty vào đầu những năm 1970, chứng khoán Đài Loan năm 1987, 1989 và chứng khoán Nhật Bản vào cuối những năm 1980.